# Bargh-Gletscher
Der Bargh-Gletscher ist ein 10 km langer Gletscher im Südwesten der Daniell-Halbinsel an der Borchgrevink-Küste des ostantarktischen Viktorialands. Er fließt 3 km nördlich des parallel verlaufenden Langevad-Gletschers in südwestlicher Richtung zum Borchgrevink-Gletscher.
Der United States Geological Survey kartierte ihn anhand eigener Vermessungen und Luftaufnahmen der United States Navy aus dem Zeitraum zwischen 1960 und 1964. Das Advisory Committee on Antarctic Names benannte ihn nach dem Seismologen Kenneth Alexander Bargh, der 1958 auf der Hallett-Station tätig war.